# Passion (宇多田光單曲)
《Passion》是宇多田光第15張日語單曲，於2005年12月14日發行，初動5萬張，累計銷售11萬張。
本曲的英文版為《Sanctuary》，為王國之心 II全球版的主題曲。
對本曲內容，她提到：
|  | 好像... 如果《光》代表黎明，那《Passion》 就代表"終結"吧，或有那種"黃昏"的感覺在裏頭。《Passion》的歌詞代表曲中人物他生命的過去，現在，與未來之間，是如何環環相扣。 |

## 概要
- 史克威爾艾尼克斯的遊戲軟體「王國之心 II」的主題曲，是繼《光》及《Simple And Clean》後，繼續採用為同一系列的主題曲。
- 最初「CD」版預定於12月7日發售，而「CD+DVD」於12月14日發售，但因為「王國之心 II」延期而推遲。同時收錄遊戲內的「~after the battle~」版。
- 收錄於專輯《ULTRA BLUE》，亦有另一版本收錄於「王國之心 II」的原聲大碟。
- 本作只收錄1首歌曲，但收錄版本不同的「～after the battle～」版，這個版本中沒有唱一部分歌詞。

## 歌詞
「倒轉歌詞」是本曲歌詞的一個特色。其中有三段意義不明的歌詞在倒轉後會是英文"I need more affection than you know"，"I need true emotions" 以及 "So many ups and downs"。

## MV
本曲MV中實體拍攝是在中國北京進行。宇多田光本人在Music Station上笑著提到「因為人事成本較低...這次拍攝需要很多演員，如果在日本拍攝預算可能會不足夠。另一方面也是為了拍攝大草原的景。」
MV同樣是由其前夫紀里谷和明執導，而MV中動畫部分是由森本晃司製作，其中主角由她本人為原型。

## 收錄曲
全曲作詞、作曲、編曲：宇多田光
| CD   | CD                           | CD   |
| 曲序 | 曲目                         | 时长 |
| ---- | ---------------------------- | ---- |
| 1.   | Passion ～single version～   | 4:36 |
| 2.   | Passion ～after the battle～ | 5:57 |

| DVD（CD+DVD版本限定） | DVD（CD+DVD版本限定）                  | DVD（CD+DVD版本限定） |
| 曲序                  | 曲目                                   | 導演                  |
| --------------------- | -------------------------------------- | --------------------- |
| 1.                    | Passion ～single version～（音樂影片） | 紀里谷和明            |

## 銷量
| 榜單                               | 最高排名 | 銷量    | 在榜時數 |
| ---------------------------------- | -------- | ------- | -------- |
| Oricon日間單曲榜 (2005年12月14日)  | 3        | —       | 15週     |
| Oricon週間單曲榜 (2005年12月第2週) | 4        | 49,242  | 15週     |
| Oricon月間單曲榜 (2006年1月)       | 12       | 51,923  | 15週     |
| Oricon年間單曲榜 (2006年)          | 91       | 112,345 | 15週     |
| Oricon累積銷量                     | —        | 112,345 | 15週     |

## Sanctuary
《Sanctuary》是《Passion》的英文版本，及海外版「王國之心 II」的主題歌。在編曲上與《Passion》有少許不同，而《Sanctuary》過去則沒有收錄在任何CD中。直至2009年，宇多田光以「Utada」名義推出第二張英文專輯《This Is The One》時，才收錄在該專輯的美國版中。
此曲亦同時在2009年7月22日以音樂下載限定的方式發行單曲。

### 收錄曲
全曲作詞、作曲、編曲：宇多田光
| 線上下載 | 線上下載            | 線上下載 |
| 曲序     | 曲目                | 时长     |
| -------- | ------------------- | -------- |
| 1.       | Sanctuary (Opening) | 4:15     |

| 曲序 | 曲目               | 时长 |
| ---- | ------------------ | ---- |
| 1.   | Sanctuary (Ending) | 5:58 |

## 外部連結
- Kingdom Hearts Network（页面存档备份，存于）
- Kingdom Hearts Ultimania（页面存档备份，存于）